# Canton, Mississippi
Canton là một thành phố thuộc quận Madison, tiểu bang Mississippi, Hoa Kỳ. Năm 2010, dân số của thành phố này là 13 189 người.

## Dân số
- Dân số năm 2000: 12 911 người.
- Dân số năm 2010: 13 189 người.